# مرحله حذفی لیگ قهرمانان آسیا ۲۰۲۱
مرحله حذفی لیگ قهرمانان آسیا ۲۰۲۱ از ۱۳ سپتامبر تا ۲۷ نوامبر ۲۰۲۱ برگزار می‌شود. در مجموع ۱۶ تیم در مرحله حذفی برای تصمیم‌گیری در مورد قهرمان لیگ قهرمانان آسیا ۲۰۲۱ رقابت می‌کنند.

## تیم‌های واجد شرایط
برندگان گروه و سه نفر برتر در مرحله گروهی از هر منطقه به مرحله یک‌هشتم نهایی صعود کردند، هر دو منطقه غرب (گروه A-E) و شرق (گروه F-J) دارای هشت تیم واجد شرایط هستند. 
| منطقه     | گروه | تیم اول  | نایب قهرمان (سه بهترین از هر منطقه) | تیم‌های واجد شرایط (موقعیت TBD) |
| --------- | ---- | -------- | ----------------------------------- | ------------------------------ |
| منطقه غرب | A    | استقلال  | الهلال                              |                                |
| منطقه غرب | B    | الشارجه  | تراکتور                             |                                |
| منطقه غرب | C    | استقلال  | —                                   |                                |
| منطقه غرب | D    | النصر    | —                                   |                                |
| منطقه غرب | E    | پرسپولیس | الوحده                              |                                |
| منطقه شرق | F    |          |                                     |                                |
| منطقه شرق | G    |          |                                     |                                |
| منطقه شرق | H    |          |                                     |                                |
| منطقه شرق | I    |          |                                     |                                |
| منطقه شرق | J    |          |                                     |                                |

## قالب بندی
در مرحله حذفی، ۱۶ تیم یک تورنمنت تک حذفی را انجام دادند و تیم‌ها تا مرحله نهایی به دو منطقه تقسیم شدند. بازیهای مرحله یک‌هشتم نهایی و یک چهارم نهایی به صورت یک مسابقه برگزار می‌شود، در حالی که مرحله نیمه نهایی و فینال به‌صورت رفت و برگشت در خانه و خارج از خانه برگزار می‌شود (آیین‌نامه ماده ۹٫۱). قانون گلهای خارج از خانه (فقط در نیمه نهایی و فینال)، وقت‌های اضافی (گلهای خارج از خانه در وقت‌های اضافی اعمال نمی‌شوند) و ضربات پنالتی برای تصمیم‌گیری برندگان در صورت لزوم استفاده می‌شود (مقررات ماده ۹٫۳ و 10.1).

## برنامه
برنامه هر دور به شرح زیر بود.
| دور            | اولین بازی         | دومین بازی         |
| -------------- | ------------------ | ------------------ |
| یک‌هشتم نهایی   | ۱۳–۱۵ سپتامبر ۲۰۲۱ | ۱۳–۱۵ سپتامبر ۲۰۲۱ |
| یک چهارم نهایی | ۲۷–۲۹ سپتامبر ۲۰۲۱ | ۲۷–۲۹ سپتامبر ۲۰۲۱ |
| نیمه نهایی     | ۱۹–۲۰ اکتبر ۲۰۲۱   | ۲۶–۲۷ اکتبر ۲۰۲۱   |
| فینال          | ۲۱ نوامبر ۲۰۲۱     | ۲۷ نوامبر ۲۰۲۱     |

## نحوه برگزاری
نحوه برگزاری مرحله حذفی به شرح زیر مشخص شد:
| دور            | منطقه غرب | منطقه شرق |
| -------------- | --- | --- |
| یک‌هشتم نهایی   | (مسابقات با یک سری ترکیب تعیین شده توسط سه بهترین تیم دوم صعود کرده‌است)                                                 | (مسابقات با یک سری ترکیب تعیین شده توسط سه بهترین تیم دوم صعود کرده‌است)                                                 |
| یک چهارم نهایی | (مسابقات با قرعه کشی، با شرکت در چهار مرحله ۱۶ برنده، تصمیم گرفت) - برنده یک‌هشتم نهایی غرب ۱ - برنده یک‌هشتم نهایی غرب ۲ | (مسابقات با قرعه کشی، با شرکت در چهار مرحله ۱۶ برنده، تصمیم گرفت) - برنده یک‌هشتم نهایی شرق ۱ - برنده یک‌هشتم نهایی شرق ۲ |
| نیمه نهایی     | - برنده یک چهارم نهایی غرب ۱ در مقابل برنده یک چهارم نهایی غرب ۲                                                        | - برنده یک چهارم نهایی شرق ۱ در مقابل برنده یک چهارم نهایی شرق ۲                                                        |
| فینال          | - برندگان نیمه نهایی غرب در مقابل برندگان برنده نیمه نهایی شرق                                                          | - برندگان نیمه نهایی غرب در مقابل برندگان برنده نیمه نهایی شرق                                                          |

### یک‌هشتم نهایی
مرحله یک‌هشتم نهایی با یک مسابقه برگزار می‌شود و مسابقات با توجه به انتخاب تیم دوم گروه تعیین می‌شود.
مرحله یک‌هشتم نهایی با یک مسابقه برگزار می‌شود و مسابقات براساس جدول‌های زیر تعیین می‌شود که تیم دوم گروه با کدام تیم بازی می‌کند. اگر تیم اول گروه با تیم دوم گروه بازی کند، تیم اول گروه میزبان مسابقه است. اگر دو تیم اول گروه با یکدیگر بازی کنند، تیم میزبان با * مشخص شده‌است.
| واجد شرایط | استقلال تاجیکستان با | الشارجه با        | استقلال با        | النصر با           | پرسپولیس با        |
| ---------- | -------------------- | ----------------- | ----------------- | ------------------ | ------------------ |
| 2A/2B/2C   | الشارجه*             | استقلال تاجیکستان | الهلال            | تراکتور            | الدحیل             |
| 2A/2B/2D   | النصر                | السد              | الهلال            | استقلال تاجیکستان* | تراکتور            |
| 2A/2B/2E   | پرسپولیس             | الوحده            | الهلال            | تراکتور            | استقلال تاجیکستان* |
| 2A/2C/2D   | استقلال*             | السد              | استقلال تاجیکستان | الهلال             | الدحیل             |
| 2A/2C/2E   | الدحیل               | الوحده            | پرسپولیس*         | الهلال             | استقلال            |
| 2A/2D/2E   | السد                 | الوحده            | الهلال            | پرسپولیس*          | النصر              |
| 2B/2C/2D   | السد                 | استقلال*          | الشارجه           | تراکتور            | الدحیل             |
| 2B/2C/2E   | الدحیل               | پرسپولیس          | الوحده            | تراکتور            | الشارجه*           |
| 2B/2D/2E   | السد                 | النصر*            | الوحده            | الشارجه            | تراکتور            |
| 2C/2D/2E   | السد                 | الوحده            | النصر*            | استقلال            | الدحیل             |

| واجد شرایط | 1F با | 1G با | 1H با | 1I با | 1J با |
| ---------- | ----- | ----- | ----- | ----- | ----- |
| 2F/2G/2H   | 1G*   | 1F    | 2F    | 2G    | 2H    |
| 2F/2G/2I   | 1I    | 2I    | 2F    | 1F*   | 2G    |
| 2F/2G/2J   | 1J    | 2J    | 2F    | 2G    | 1F*   |
| 2F/2H/2I   | 1H*   | 2I    | 1F    | 2F    | 2H    |
| 2F/2H/2J   | 2H    | 2J    | 1J*   | 2F    | 1H    |
| 2F/2I/2J   | 2I    | 2J    | 2F    | 1J*   | 1I    |
| 2G/2H/2I   | 2I    | 1H*   | 1G    | 2G    | 2H    |
| 2G/2H/2J   | 2H    | 1J    | 2J    | 2G    | 1G*   |
| 2G/2I/2J   | 2I    | 1I*   | 2J    | 1G    | 2G    |
| 2H/2I/2J   | 2I    | 2J    | 1I*   | 1H    | 2H    |

نکته: سه تیم برتر حائز رتبه دوم گروه‌های پنج‌گانه، یکی از سطرهای بالا خواهد بود. مسابقات مرحله بعد، بین سطر واجد شرایط و سطر حاوی ۳ تیم برتر حائز رتبه دوم می‌باشد.
| تیم ۱          | نتیجه                          | تیم ۲    |
| -------------- | ------------------------------ | -------- |
| استقلال دوشنبه | ورزشگاه پامیر، دوشنبه          | پرسپولیس |
| الشارجه        | ورزشگاه شارجه، شارجه           | الوحده   |
| استقلال        | ورزشگاه آزادی، تهران           | الهلال   |
| النصر          | ورزشگاه امیر بن فیصل فهد، ریاض | تراکتور  |

| تیم ۱ | نتیجه | تیم ۲ |
| ----- | ----- | ----- |
|       | vs    |       |
|       | vs    |       |
|       | vs    |       |
|       | vs    |       |

#### تیم‌های واجد شرایط
منطقه غرب
- پرسپولیس
- النصر
- الوحده
- الشارجه
- استقلال
- تراکتور
- استقلال دوشنبه
- الهلال

#### نتایج[۴]

##### منطقه غرب
| استقلال | v | پرسپولیس |
| ------- | - | -------- |
|         |   |          |

| شارجه | v | الوحده |
| ----- | - | ------ |
|       |   |        |

| استقلال | v | الهلال |
| ------- | - | ------ |
|         |   |        |

| النصر | v | تراکتور |
| ----- | - | ------- |
|       |   |         |

##### مطقه شرق
|  | v |  |
|  | - |  |
|  |   |  |

|  | v |  |
|  | - |  |
|  |   |  |

|  | v |  |
|  | - |  |
|  |   |  |

|  | v |  |
|  | - |  |
|  |   |  |

### یک چهارم نهایی
مرحله یک چهارم نهایی با یک مسابقه برگزار می‌شود و تیم‌های میزبان با تساوی تصمیم می‌گیرند
| منطقه غرب مسابقات یک پا (۲۷ تا ۲۸ سپتامبر ۲۰۲۱)، با قرعه کشی تیم‌های زیر: - برنده یک‌هشتم نهایی غرب ۱ - برنده یک‌هشتم نهایی غرب ۲ - برنده یک‌هشتم نهایی غرب ۳ - برنده یک‌هشتم نهایی غرب ۴ | منطقه شرق مسابقات یک پا (۲۸ تا ۲۹ سپتامبر ۲۰۲۱)، با تیم‌های زیر قرعه کشی می‌شود: - برنده یک‌هشتم نهایی شرق ۱ - برنده یک‌هشتم نهایی شرق ۲ - برنده یک‌هشتم نهایی شرق ۳ - برنده یک‌هشتم نهایی شرق ۴ |

### نیمه نهایی
نیمه نهایی در دو مسابقه برگزار می‌شود، ترتیب بازی‌ها با قرعه کشی مرحله یک چهارم نهایی مشخص می‌شود.
| منطقه غرب مسابقه دو بازی: - مسابقه ۱ (۱۹ اکتبر ۲۰۲۱): برنده یک چهارم نهایی غرب ۱ مقابل برنده یک چهارم نهایی غرب ۲ - مسابقه ۲ (۲۶ اکتبر ۲۰۲۱): برنده یک چهارم نهایی غرب ۲ مقابل برنده یک چهارم نهایی غرب ۱ | منطقه شرق مسابقه دو بازی: - مسابقه ۱ (۲۰ اکتبر ۲۰۲۱): برنده یک چهارم نهایی شرق ۱ مقابل برنده یک چهارم نهایی شرق ۲ - مسابقه ۲ (۲۷ اکتبر ۲۰۲۱): برنده یک چهارم نهایی شرق ۲ مقابل برنده یک چهارم نهایی شرق ۱ |

### فینال
فینال در دو بازی برگزار خواهد شد. ترتیب بازی‌ها به صورت چرخشی تعیین می‌شود، بازی اول به میزبانی تیمی از منطقه غرب و مسابقه دوم به میزبانی تیمی از منطقه شرق برگزار می‌شود، همان‌طور که در مورد سال‌های فرد (مقررات ۹٫۱٫۲).
مسابقه دو بازی:
- بازی اول (۲۱ نوامبر ۲۰۲۱): برنده نیمه نهایی غرب در مقابل برنده نیمه نهایی شرق
- بازی دوم (۲۷ نوامبر ۲۰۲۱): برنده نیمه نهایی شرق در مقابل برنده نیمه نهایی غرب